# Asztiruvasz
Asztiruvasz (luvi a2-sa-ti-ru-wa/wi-sa2 ) az újhettita Karkemis uralkodója volt az i. e. 9–8. század környékén. Uralkodói címei: szuverén hős és király.
Uralkodásának kezdetét i. e. 848-ra teszik, de ez teljesen bizonytalan. Az bizonyos, hogy elődje, Szangarasz ebben az évben Arame jahani király szövetségeseként betört Hamát területére, majd Hadad-Ezrá revansa után a forrásokban többé nem tűnik fel. Ám mivel i. e. 831–829-ben még valószínűsíthető a jelenléte, Asztiruvasz trónra lépésének ideje meghatározhatatlan. I. e. 790 körül hunyt el, ebben az időben trónörökös fia, Kamanisz még kiskorú volt, ami további alátámasztás arra, hogy i. e. 848-ban még valószínűleg nem uralkodott. A kor erősen forráshiányos, Asztiruvaszt egyetlen egykorú felirat sem említi, utódai alatt is csak négy. Ebből kettőt fia régense, Jaririsz íratott, amelyekben erősen dicséri Asztiruvasz uralkodását. Szangarasz és Asztiruvasz uralkodása között akár két vagy több további uralkodó is lehetett, akikről semmit sem tudunk. Uralkodói címei közül a szuverént már Szangarasz is viselte, a hős és a király pedig szokványos hettita–luvi uralkodói titulus. Jaririsz idején Karkemis virágzó miniállam, széles körű nemzetközi kapcsolatokkal, békés kereskedelemmel, amit valószínűleg Asztiruvasz alapozott meg.